# Специален доклад (филм)
Вижте пояснителната страница за други значения на доклад.
Специален доклад е американски фантастичен филм от 2002 година, режисиран от Стивън Спилбърг и слабо основан на разказа „Специален доклад“ от Филип К. Дик. Действието се развива във Вашингтон и северна Вирджиния през 2054 година, където специализиран полицейски отдел хваща убийците преди да са извършили престъплението. Филмът е комбинация между детективска история, трилър и научна фантастика.